# Alain Vanzo
Alain Fernand Albert Vanzo (ur. 2 kwietnia 1928 w Monte Carlo, zm. 27 czerwca 2002 w Gournay-sur-Marne) – francuski śpiewak operowy, tenor.

## Życiorys
Jako dziecko był członkiem chóru chłopięcego w Monte Carlo, następnie uczył się muzyki w Aix-les-Bains. Początkowo śpiewał jako półamator, wykonując muzykę rozrywkową. W 1954 roku wygrał konkurs wokalny w Cannes i został przyjęty do zespołu Opéra de Paris, gdzie zadebiutował rolą Pirata w Oberonie Carla Marii von Webera. Na początku występował w drobnych rolach, w 1956 roku powierzono mu jednak rolę Księcia Mantui w Rigoletcie i Géralda w Lakmé. W 1957 roku zaśpiewał partię Edgara w Łucji z Lammermooru, występując u boku Marii Callas. Występował gościnnie na czołowych scenach światowych, m.in. w Covent Garden Theatre w Londynie, Operze Wiedeńskiej, Teatro Colón w Buenos Aires, Teatro Liceo w Barcelonie, Metropolitan Opera w Nowym Jorku oraz na festiwalach w Aix-en-Provence i Glyndebourne. Wykonywał role w operach Gaetano Donizettiego, Giuseppe Verdiego, Giacomo Pucciniego, Hectora Berlioza, Charles’a Gounoda i Jules’a Masseneta.
Dokonał licznych nagrań płytowych, m.in. Lakmé razem z Joan Sutherland.